# Forrajeo

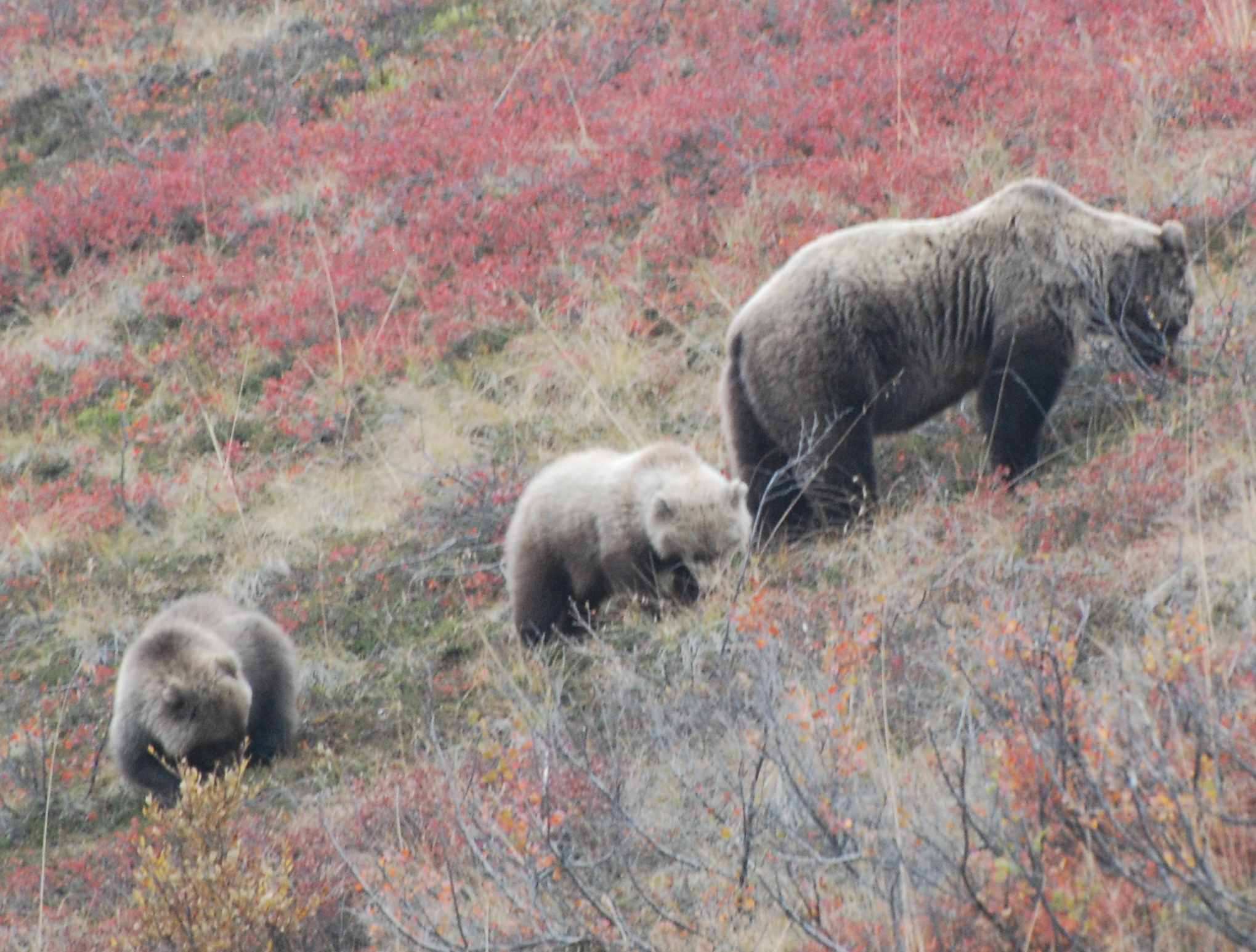
Osos grises (Ursus arctos horribilis) madre y cachorros forrajeando en el parque Denali, Alaska

En etología el término forrajeo se refiere a las conductas encaminadas a conseguir alimento, como la búsqueda, la exploración, la selección y la manipulación de alimento o sustrato. Todas éstas son de gran relevancia para la vida de los individuos y del grupo, debido a que tienen un alto componente social para el aprendizaje de los jóvenes, así como el fortalecimiento de vínculos de confianza entre el grupo, el cortejo, etc. El forrajeo afecta la aptitud o eficacia biológica de un animal porque juega un papel importante en su supervivencia y reproducción. La teoría del forrajeo es una rama de la ecología del comportamiento que estudia el comportamiento de animales en respuesta al ambiente donde viven.
Los ecólogos del comportamiento usan modelos económicos para comprender el forrajeo; muchos de estos modelos son un tipo de modelos óptimos. Así la teoría del forrajeo se discute en términos de optimización de ganancias en base a decisiones de forrajeo. La recompensa se mide en base a la cantidad de energía que un animal recibe por unidad de tiempo, más específicamente el grado más alto de ganancia de energía por unidad de esfuerzo.
La teoría de forrajeo predice que las decisiones que maximizan la energía por unidad de tiempo y que proporcionan la mayor ganancia son seleccionadas y persisten. Algunas palabras clave en discusiones de comportamiento de forrajeo incluyen «recursos», los elementos necesarios para la supervivencia y reproducción, «depredador», cualquier organismo que consume a otros, «presa», un organismo que es comido en total o en parte por otro y «parches» de recursos. 
Los ecologistas del comportamiento empezaron a enfrentar este tema en las décadas de 1960 y 1970. El objetivo era cuantificar y formalizar un conjunto de modelos que pusieran a prueba la hipótesis nula de que los animales forrajean al acaso. Algunos autores que hicieron importantes contribuciones a la teoría de forrajeo son:
- Eric Charnov, que desarrolló el teorema de valor marginal para predecir el comportamiento de forrajeros que usan parches de recursos;

- Sir John Krebs, con trabajo en el modelo de dieta óptima en relación Baeolophus y Poecile;

- John Goss-Custard, el primero en estimar el modelo de dieta óptima comparado con comportamiento de campo, usando archibebe común, y comparándolo con un estudio a fondo del forrajeo del ostrero euroasiático.

## Factores que afectan el forrajeo
- Aprendizaje
- Genética
- Presencia de depredadores
- Parasitismo

## Tipos de forrajeo
Hay dos tipos principalesː forrajeo solitario y en grupos. Cuando es beneficioso forrajear en grupos se trata de una economía de agregación y cuando es perjudicial hacerlo así es una economía de dispersión.

### Forrajeo solitario
El forrajeo solitario incluye forrajeo en que el individuo encuentra, captura y consume la presa solo. Los animales pueden elegir el forrajeo solitario cuando los recursos son abundantes, cuando el hábitat es rico o cuando los coespecíficos son pocos. En tales casos no hay necesidad de forrajear en grupo.

### Forrajeo en grupos
El forrajeo en grupos se refiere a animales que capturan y consumen presas en presencia de otros individuos. El éxito del forrajeo depende, no solo de los comportamientos del individuo, sino también de los comportamientos de otros.